# فيكتور أندريس بيلاوندى

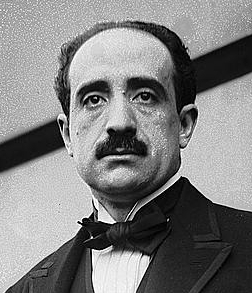
فيكتور أندريس بيلوندي

كان فيكتور أندريس بيلوندي دييز كانسيكو (15 ديسمبر 1883 - 14 ديسمبر 1966) دبلوماسياً بيروفياً ترأس الدورة الرابعة عشرة والدورة الاستثنائية الرابعة الطارئة للجمعية العامة للأمم المتحدة (1959-1960).

## الحياة والتعليم
ولد بيلوندي في أريكويبا، بيرو. بعد تلقيه التعليم المبكر هناك في Escuela San Vicente و San José (Colegio San José) ، قرر دراسة القانون في جامعة San Agustín de Arequipa ثم نقل بعد ذلك لإنهاء دراسته في جامعة San Marcos الوطنية في ليما. . بالإضافة إلى حصوله على شهادة في القانون، حصل أيضًا على الدكتوراه في العلوم السياسية والإدارة وفي الأدب عام 1911.

## المناصب
من بين المناصب التي شغلها بيلاوندي طوال حياته المهنية كان: أمين ملف الحدود في وزارة العلاقات الخارجية في بيرو، وأصبح أمينًا في البعثة الدبلوماسية لإسبانيا والأرجنتين ، ومستشارًا في المفاوضات المتاخمة مع البرازيل ، القائم بالأعمال في ألمانيا (1914) وبوليفيا (1945) ، وأمين مفوض في أوروغواي عام 1919 ، وكولومبيا عام 1934 ، وسويسرا في عام 1936 ، رئيس وفد بيرو أمام جمعية الأمم (1945) ، حيث أتيحت له فرصة الاشتراك في سان فرانسيسكو رسالة، والتي أوجدت منظمة الأمم المتحدة ، رئيس الجمعية العامة للأمم المتحدة (1959) ، رئيس الجامعة المؤقتة (1946-1947) وأخيرًا رئيس الجامعة الكاثوليكية في بيرو (1965).

## روابط خارجية
- فيكتور أندريس بيلاوندى على موقع مونزينجر (الألمانية)